# トロント・クリケット・スケーティング・アンド・カーリング・クラブ
トロント・クリケット・スケーティング・アンド・カーリング・クラブ（英語: Toronto Cricket Skating and Curling Club）は、カナダのオンタリオ州トロントにある会員制のスポーツクラブである。競技はクリケット、スケート、カーリング、ゴルフ、スキー、スカッシュ、テニスなど多岐に渡る。フィギュアスケート競技における業績で知られている。

## 歴史
1827年にトロント・クリケット・クラブ、1836年にトロント・カーリング・クラブ、1895年にトロント・スケート・クラブがそれぞれ設立された。これらの3つのクラブは施設の維持・管理や行事運営の経費による経済難から統合することを決め、1957年にトロント・クリケット・スケーティング・アンド・カーリング・クラブとして新たに設立された。

## 競技
競技はクリケット、スケート、カーリング、ゴルフ、スキー、スカッシュ、テニスなど多岐に渡る。本クラブはフィギュアスケート競技での功績で知られている。フィギュアスケートのコーチはブライアン・オーサーおよびトレイシー・ウィルソン。2010年バンクーバーオリンピック金メダリストのキム・ヨナ、2014年ソチ・2018年平昌2大会連続オリンピック金メダリストの羽生結弦、2018年平昌オリンピック銅メダリストのハビエル・フェルナンデス、2017年世界選手権銅メダリストのガブリエル・デールマン、2019年世界選手権銀メダリストのエフゲニア・メドベージェワなど、多くのスケーターを輩出している。

## 日本との関係
1968年、樋口豊が本クラブ初の日本人会員となった。4年間をトロントで過ごした樋口は、毎夏クラブの練習に参加し、日本人若手選手らを強化のため送り込むこともあるという。
本クラブはスケートプログラムに参加する日本人若手選手を対象に、会員が自分の家庭で選手らを滞在させるホームステイなどの活動も行っている。
2019年9月18日、スポーツを通じた日本とカナダとの相互理解および友好親善促進に対する貢献が評価され、令和元年度の外務大臣表彰を受賞した。